# 金成范
金成范（1924年12月—1947年11月7日），朝鲜族，东北解放战争烈士、金成范模范连首任连长。

## 生平
1924年12月，金成范出生于日占朝鲜平安北道的一个贫农家庭:1803。1940年，他随家人背井离乡到日本人在唐山经营的卢台农场务农，后又返回朝鲜在汉城商业学校半工半读。1944年10月，他为躲避日本军的征兵，再次回到卢台农场帮助父亲务农。1945年5月，他与70多名卢台农场青年在朝鲜义勇军地下党李大成的影响下加入八路军冀东军区朝鲜人游击队。:387:68
日本投降后，金成范随在华朝鲜部队奉命到东北剿匪，被编入朝鲜义勇军第五支队任班长，1946年被任命为吉东军区警备一旅二团二营七连的连长。他带领七连的战士先后在三道河子、罗子沟、太平岭、老黑山、敦化大蒲柴河和额穆等地剿匪。1946年夏，国民党大规模进攻东北解放区，金成范带领连队在极其困难的条件下修筑了20多华里的哈尔巴岭防御工事。连队因此得模范连称号。同年9月，他加入中国共产党。1947年3月，金成范连在四间房战斗中用落后装备夜袭美式装备的国民党军队，成功爆破国民党军队碉堡，歼灭国民党军队30余人，俘虏80人，获团部“勇猛、迅速、勇敢战斗连”锦旗一面。:388-389:68
1947年11月，金成范带领连队参加攻打吉林的战斗中头部受重伤后牺牲。1949年10月，金成范被追认为烈士和人民英雄。他创建的七连在解放战争时期两次获得集体大功，有12名战士获得战斗英雄称号，出现功臣百余名，被授予“金成范模范连”的称号。:389:69